# Promenada Ełcka
Promenada w Ełku, usytuowana wzdłuż brzegu Jeziora Ełckiego – deptak o długości 6 km i szerokości 3,5 m, gdzie 2 m to ścieżka rowerowa, a 1,5 m to chodnik dla pieszych, ze stylowymi latarniami, ławeczkami, stolikami i miejscami na pozostawienie roweru. Trotuar daje możliwość uprawiania różnego rodzaju sportów: biegania, jazdy rowerem i na rolkach, nordic walking. Wzdłuż odcinka leżącego na osiedlu Centrum stoją drewniane rzeźby władców Polski do III rozbioru Rzeczypospolitej.

## Przebieg promenady

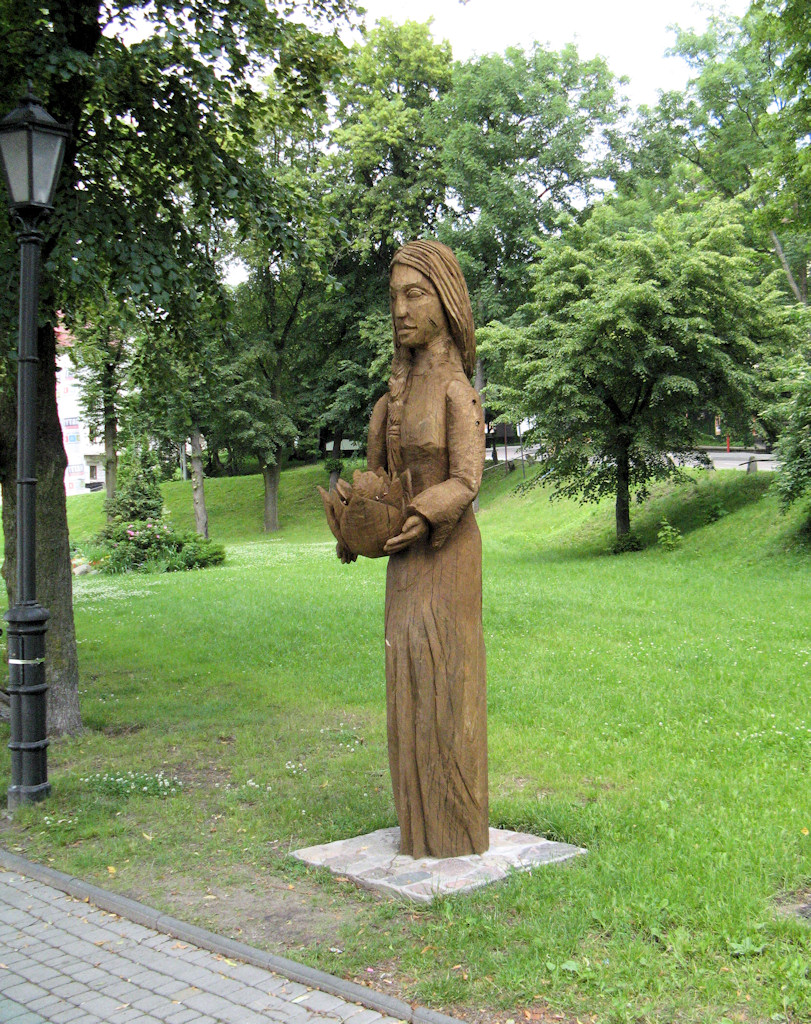
Rzeźba nad promenadą

Początek ełckiej promenady zaczyna się od ul. Grunwaldzkiej przy Wyższej Szkole Finansów i Zarządzania. Następnie jest ulica Kazimierza Pułaskiego, przy której na Jeziorze Ełckim znajduje się fontanna na wodzie, podświetlana nocą, a także miejski plac zabaw. W tym miejscu promenady odbywają się cykliczne wydarzenia: piknik ułański, imprezy „Spotkajmy się na Promenadzie”, „Noc na promenadzie”, piknik z okazji uchwalenia Konstytucji 3 Maja. W okresie letnim na promenadzie gości „Kino pod gwiazdami” – w każdy wakacyjny czwartek o godz. 21.30 w lipcu, i o 21.00 w sierpniu przy dobrej pogodzie wyświetlane są filmy. Kierując się na południe miniemy ciąg pubów i restauracji. Kolejnym ciekawym miejscem jest zabytkowy most na Jeziorze Ełckim, za którym znajduje się zamek krzyżacki wybudowany w 1398–1406, pod okiem ówczesnego komtura bałgijskiego – Urlicha von Jungingena (późniejszego mistrza zakonu krzyżackiego). Idąc chodnikiem w kierunku plaży miejskiej przejdziemy przez „zielony mostek” na rzece Ełk tuż przy ujściu do jeziora. Kolejnym ciekawym miejscem znajdującym się przy promenadzie jest teren Centrum Edukacji Ekologicznej jest to miejsce, w którym przecinają się wszystkie szlaki turystyczne: rowerowe, kajakowe oraz piesze. Teren Centrum został w 2010 roku z myślą o turystach zagospodarowany: wiatą, grillem, ciągami pieszymi, a także wybudowano pomost przy którym mogą zacumować kajakarze. W Centrum znajduje się także Muzeum Jeziora. Nieopodal Centrum Edukacji Ekologicznej przy samej promenadzie ełckiej znajduje się plaża miejska, na której organizowane są miejskie koncerty, widowiska, zabawy. To tutaj odbywają się coroczne „Międzynarodowe Mazurskie Zawody Balonowe” oraz widowiskowa impreza „Festiwal Sztuk Pirotechnicznych – Ełk Ogień i Woda”. Przy schodach terenowych na osiedlu Jeziora rozpoczyna się ostatni etap bulwaru. Na tym odcinku znajduje się pomost w kształcie litery „T”. Idąc dalej docieramy do Hali Widowiskowo-Sportowej MOSiR-u zlokalizowanej przy ul. św. M.M. Kolbego 11. Jest to wielofunkcyjny obiekt sportowy-widowiskowy przystosowany do organizowania imprez okolicznościowych oraz rozgrywania zawodów sportowych, przeprowadzania treningów, ćwiczeń gimnastycznych, rehabilitacyjnych. W tym miejscu spacer ponad sześciokilometrową promenadą ełcką dobiegł końca. W przyszłości samorząd miasta planuje rozbudowę promenady pieszo-rowerowej wokół Jeziora Ełckiego.

## Historia budowy
Cały obszar śródmiejski oraz tereny otaczające jezioro, a także tereny położone przy drogach turystycznych uznaje się jako obszar chronionego krajobrazu. Przed I wojną światową zabudowania miasta schodziły nad sam brzeg jeziora. W okresie międzywojennym nad brzegiem powstała aleja, która oddzielała budynki od jeziora. Przez wiele lat po II wojnie światowej Ełk zaniedbywał swoje oblicze od strony jeziora. Stare budynki nie były odnawiane, a nowe były odwrócone tyłem do jeziora. Tendencja ta zmieniła się wraz z powstaniem samorządu miejskiego po 1989 roku.
Przed 1989 rokiem Ełk rozwijał się jako ośrodek przemysłowy: przetwórczy, rolno-spożywczy, drzewny i motoryzacyjny. Po 1989 roku samorząd miejski postawił na turystykę oraz dbanie o środowisko przyrodnicze. Od 2001 roku zaczęto zagospodarowywać Jezioro Ełckie, położone w centrum miasta, w celu rozwoju turystyki, i tak powstał pomysł utworzenia promenady nad jeziorem, którą budowano etapami:
- I etap: Od ulicy Grunwaldzkiej do plaży miejskiej.
- II etap: Od plaży miejskiej do schodów na osiedlu Jeziorna.
- III etap: Od schodów na osiedlu Jeziorna do ulicy św. Wojciecha powstał ponad kilometrowy odcinek ciągu pieszo-rowerowego. Na jeziorze stanął pomost w kształcie litery „T”. Kosz inwestycji to ponad 2 mln 600 tysięcy złotych.